# Phrynocephalus
Genre
Phrynocephalus est un genre de sauriens de la famille des Agamidae.

## Répartition
Les 30 espèces de ce genre se rencontrent en Asie de l'Est, en Asie du Sud, en Asie centrale, au Moyen-Orient et dans le Sud de La Russie.

## Liste des espèces
Selon The Reptile Database (14 mai 2016) :
- Phrynocephalus ahvazicus Melnikov, Melnikova, Nazarov, Rajabizadeh, Al-Johany, Amr & Ananjeva, 2014
- Phrynocephalus ananjevae Melnikov, Melnikova, Nazarov & Rajabizadeh, 2013
- Phrynocephalus arabicus Anderson, 1894
- Phrynocephalus axillaris Blanford, 1875
- Phrynocephalus clarkorum Anderson & Leviton, 1967
- Phrynocephalus erythrurus Zugmayer, 1909
- Phrynocephalus euptilopus Alcock & Finn, 1897
- Phrynocephalus forsythii Anderson, 1872
- Phrynocephalus golubewii Shenbrot & Semyonov, 1990
- Phrynocephalus guttatus (Gmelin, 1789)
- Phrynocephalus helioscopus (Pallas, 1771)
- Phrynocephalus interscapularis Lichtenstein, 1856
- Phrynocephalus lutensis Kamali & Anderson, 2015
- Phrynocephalus luteoguttatus Boulenger, 1887
- Phrynocephalus maculatus Anderson, 1872
- Phrynocephalus mystaceus (Pallas, 1776)
- Phrynocephalus ornatus Boulenger, 1887
- Phrynocephalus persicus De Filippi, 1863
- Phrynocephalus przewalskii Strauch, 1876
- Phrynocephalus putjatai Bedriaga, 1909
- Phrynocephalus raddei Boettger, 1888
- Phrynocephalus reticulatus Eichwald, 1831
- Phrynocephalus roborowskii Bedriaga, 1906
- Phrynocephalus rossikowi Nikolsky, 1898
- Phrynocephalus sakoi Melnikov, Melnikova, Nazarov, Al-Johany & Ananjeva, 2015
- Phrynocephalus scutellatus (Olivier, 1807)
- Phrynocephalus strauchi Nikolsky, 1899
- Phrynocephalus theobaldi Blyth, 1863
- Phrynocephalus versicolor Strauch, 1876
- Phrynocephalus vlangalii Strauch, 1876

## Étymologie
Le nom de ce genre, phrynocephalus, vient du grec φρμνος, « crapaud », et κεφαλη, « tête », donc « à tête de crapaud ».

## Publication originale
- Kaup, 1825 : Einige Bemerkungen zu Merrems Handbuch. Isis von Oken, vol. 16, p. 589-593 (texte intégral).